# Kalle Stropp och Grodan Boll räddar Hönan
Kalle Stropp och Grodan Boll räddar Hönan er en animeret spillefilm fra 1987 instrueret af Jan Gissberg.

## Svenske Stemmer
- Thomas Funck-Kalle Stropp/Grodan Boll/Papegojan/Plåt-Niklas/Räven/Pudding/Karlsson/Hönan